# Ingemar Unge
Sture Ingemar Unge, född 10 april 1944 i Stockholm, är en svensk författare, kåsör och journalist.
Efter studentexamen 1964, studerade Unge vid Stockholms högskola 1967–1970. Han var reporter och kåsör på Dagens Nyheter från 1972, redaktör för Namn o nytt 1977–1982 och söndagsredaktör 1982–1984. Ingemar Unge är sedan 1991 reporter på tidningen Vi, och medarbetar även i andra tidningar. Han har gett ut ett antal böcker, exempelvis Grisen och tuppen, Lådbanken och Att trilla av pinn och vara ur led.
Unge har vid fyra tillfällen varit värd för radioprogrammet Sommar mellan 1977 och 1984.
Unge har varit gift första gången 1968–1974 Anita Bengtsson, andra gången 1976–1989 med Cecilia Hagen och från 1990 med Britta
Eliasson. Han har fyra barn, bland andra sonen Jonatan Unge i andra äktenskapet.

## Utmärkelser
- Stora Journalistpriset 1992[5]
- Guldpennan 1996[6]
- Jolopriset 2011[7]